# Tengeri tarka géb
A tengeri tarka géb (Proterorhinus marmoratus) a sugarasúszójú halak (Actinopterygii) osztályának sügéralakúak (Perciformes) rendjébe, ezen belül a gébfélék (Gobiidae) családjába és a Benthophilinae alcsaládjába tartozó faj.
A Proterorhinus csontoshal-nem típusfaja.
A kis termetű gébfaj eredendően a tengeröblök lakója, de közeli rokona a tarka géb (Proterorhinus semilunaris) az édesvízhez is jól alkalmazkodott.

## Előfordulása
A tarka géb elterjedési területe a Fekete-, az Azovi- és a Kaszpi-tengerek valamint a beléjük ömlő folyók torkolatvidéke. Újabban az Égei-tengerben is felfedezték.
A Fekete-tengerben Peter Simon Pallas fedezte fel.

## Megjelenése

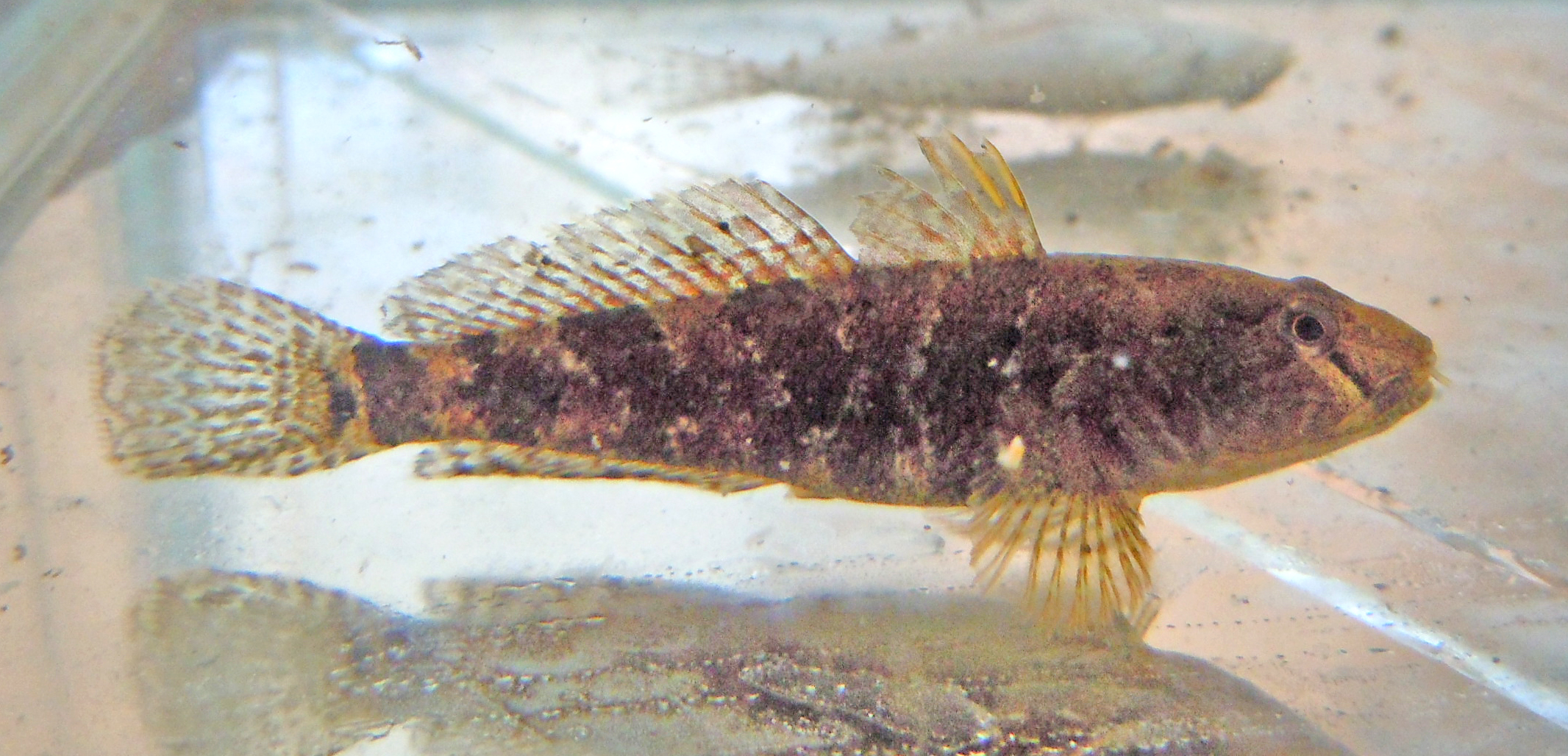
Az Azovi-tengerből kifogott tengeri tarka géb

Apró termetű hal, megnyúlt és erősen összenyomott testének hossza legfeljebb 11,5 centiméter. Feje nagy, orra hosszú és elülső orrnyílásai körülbelül egy milliméter hosszú csövecskévé hosszabbodtak, amelyek a felsőajak felett lógnak. Oldalvonala hiányzik 36-48, pikkelye van többnyire egy hosszanti sorban. Tarkója és a kopoltyúfedők felső része pikkelyekkel fedett. Teste sötétsárgás, melyet szabálytalan alakú foltok márványoznak.

## Életmódja
A hal a sekély tengerparti sósvizek és a brakkvizek lakója, azonban az édesvizet is jól tűri. A 4-18 Celsius-fokos hőmérsékletben érzi jól magát. Fenéklakó gébféle.

## Felhasználása
Akváriumokban kedvelt hal.